# Josef Lokvenc
Josef Lokvenc (* 1. Mai 1899 in Wien; † 2. April 1974 in St. Pölten) war ein österreichischer Schachspieler.
Von Beruf war Josef Lokvenc Oberamtsrat in Wien. Das Schachspiel erlernte er früh in seiner Jugend. Als Albert Becker den Jungen im Sommer 1912 kennenlernte, hatte dessen Spielstärke bereits ein beachtliches Maß erreicht. 1920 gehörte Lokvenc zu den Mitbegründern des Deutschen Schachvereins Wien. 1925 erwarb er bei einem Turnier in Braunau den Meistertitel. 1939 in Bad Elster belegte er hinter Erich Eliskases den zweiten Platz. Kurz darauf wurde er ebenfalls Zweiter hinter Eliskases bei der Deutschen Einzelmeisterschaft 1939 in Bad Oeynhausen. 1943 wurde er beim Kongress des Großdeutschen Schachbundes in Wien Deutscher Meister. Die österreichische Staatsmeisterschaft gewann Lokvenc 1951 (zusammen mit Walter Leinweber) und 1953.
Josef Lokvenc spielte in vielen internationalen Turnieren und vertrat Österreich zwischen 1927 und 1952 auf zehn Schacholympiaden sowie der inoffiziellen Schacholympiade 1936 in München.
Im Jahre 1951 verlieh ihm der Weltschachbund FIDE den Titel Internationaler Meister.
Seine beste historische Elo-Zahl von 2616 erreichte er im Januar 1941.